# Indigenous Tweets

Indigenous Tweets est un site web qui archive et affiche les messages Twitter (les tweets) publiés dans certaines langues minoritaires. À l'origine, le site s'intéressait aux langues autochtones et avait pour objectif d'aider les autochtones à prendre contact entre eux. Par la suite, le site s'est ouvert à des langues minoritaires non autochtones.

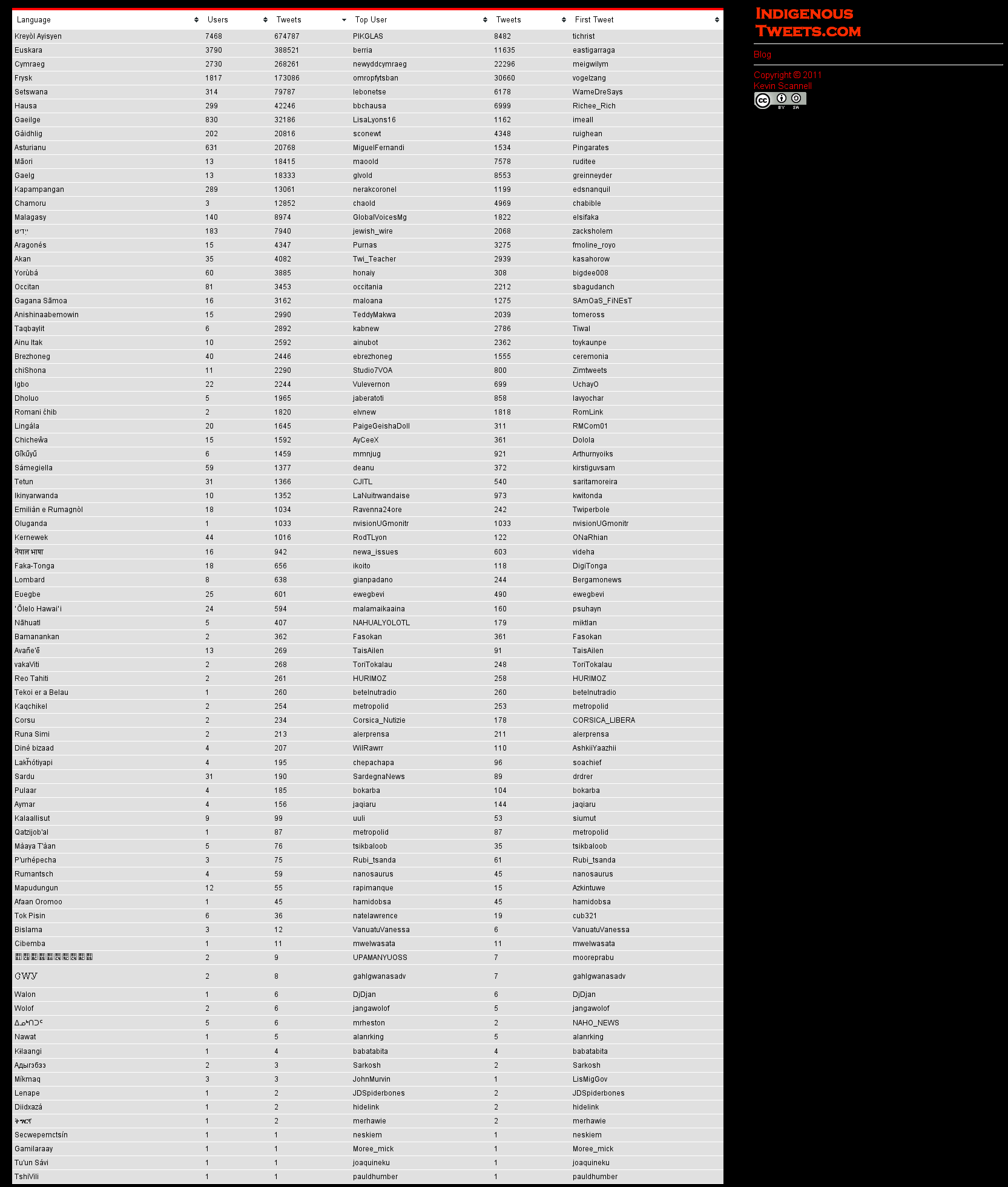
Capture d'écran de la page d'accueil d'Indigenous Tweets en avril 2011

Sur sa page d'accueil, le site affiche une liste de langues minoritaires dont il a enregistré les tweets. Après avoir sélectionné une langue, l'utilisateur est dirigé vers un tableau de toutes les personnes ayant posté un tweet dans celle-ci. Le site fournit la photo du profil de chaque abonné de Twitter ainsi que des statistiques sur le nombre de personnes qui le suivent. Le site fournit également le pourcentage de tweets que cet abonné a publié dans différentes langues et dispose d'une sélection de thèmes à la mode dans diverses langues minoritaires.

## Histoire
Le site a été créé en mars 2011 par Kevin Scannell, chercheur en linguistique informatique au Département de Computer Science de l'Université de Saint-Louis, Saint Louis, Missouri, États-Unis,.
Lors de sa création en mars 2011, le site répertoriait 35 langues minoritaires. Le 16 avril 2011, des tweets étaient postés dans 76 langues. Le 26 avril, le site s'intéressait à 82 langues. Ces langues incluent le kamilaroi ainsi que des langues un peu plus connues comme le créole haïtien et le basque qui occupaient respectivement les première et deuxième places du classement des langues avec le plus de twiteurs, la troisième place revenaient gallois. En juin 2015, le créole haïtien a été détrôné par le basque et le kiswahili.

## Exploration des données
Indigenous Tweets utilise une banque de données de mots et de phrases afin d'identifier les personnes parlant les langues minoritaires répertoriées. Lors d'une entrevue en avril 2011 à la BBC, Scannell a dit qu'il a passé 8 ans à construire une banque de données de près de 500 langues en passant en revue des blogues, des articles de journaux et des sites web.

« Beaucoup de gens contemplent avec appréhension la technologie et les choses comme la traduction automatique et le réseautage social parce qu'ils ont le sentiment que cela va promouvoir l'expansion d'une langue universelle ainsi que la culture américaine et anglaise. 
J'ai vu des choses telles que Twitter et les réseaux sociaux comme une opportunité pour les langues minoritaires. Un site internet tel qu'Indigenous Tweets est un bon exemple de site web qui permet aux personnes de prendre contact et de communiquer dans leur propre langue de façon naturelle en ligne. »

— Kevin Scannell, Avril 2011
Le site classe les tweets en recherchant dans la banque de données des mots et des phrases spécifiques à certaines langues minoritaires. L'outil de classement du site ne peut pas identifier la langue d'un tweet à partir d'un mot si ce mot existe dans plusieurs langues. Afin d'éviter le problème, Scannell n'utilise dans sa banque de données que des mots et des expressions qui apparaissent dans une seule langue.